# Goulburn Weir
Goulburn Weir är en dammbyggnad i Australien. Den ligger i kommunen Strathbogie och delstaten Victoria, omkring 120 kilometer norr om delstatshuvudstaden Melbourne. Goulburn Weir ligger 123 meter över havet.
Runt Goulburn Weir är det mycket glesbefolkat, med 3 invånare per kvadratkilometer.. Närmaste större samhälle är Avenel, omkring 20 kilometer söder om Goulburn Weir. 
Trakten runt Goulburn Weir består till största delen av jordbruksmark. Genomsnittlig årsnederbörd är 778 millimeter. Den regnigaste månaden är februari, med i genomsnitt 101 mm nederbörd, och den torraste är november, med 39 mm nederbörd.